# Manos: The Hands of Fate
Manos: The Hands of Fate ist ein US-amerikanischer Horrorfilm aus dem Jahr 1966. In der Internet Movie Database wird der Film in der Liste der 100 schlechtestbewerteten Filmen auf dem zweiten Platz geführt (Stand: April 2025) und wurde mehrfach als einer der schlechtesten oder sogar der schlechteste Film aller Zeiten bezeichnet. Im Jahr 1993 wurde der Film durch die amerikanische Reihe Mystery Science Theater 3000 neu bearbeitet.

## Handlung
Auf dem Weg in den Urlaub kommen Michael, seine Frau Margaret und ihre Tochter Debbie an einem abgelegenen Haus vorbei. Dort werden sie von Torgo empfangen, einem Satyren, der über die Anwesenheit der Fremden wenig erfreut zu sein scheint. Dennoch bleibt die Familie über Nacht. Als ein lautes Heulen erklingt, läuft ihr Hund davon und wird kurze Zeit später tot aufgefunden. Margaret möchte aufbrechen, doch der Wagen springt nicht an. Während Michael versucht, ihn zum Laufen zu bringen, wird Margaret von Torgo belästigt. Debbie läuft fort und wird kurze Zeit später von ihren Eltern mit einem großen Hund aufgefunden. Sie führt Michael und Margaret zu einem Ritualplatz, wo „der Meister“ von Torgo auf einem Altar schläft und eine Gruppe von Frauen an Säulen steht, scheinbar ohne Bewusstsein. Die Familie geht zum Haus zurück. Torgo verlangt am Ritualplatz vom schlafenden Meister eine Frau für sich. Während Margaret mit Debbie im Haus zurückbleibt, wird Michael von Torgo bewusstlos geschlagen. Der Meister und seine Frauen erwachen und es wird diskutiert, was mit den Besuchern zu tun sei. Während der Meister Torgo wegen seiner Gelüste zur Rechenschaft zieht, entbrennt zwischen den Frauen ein Kampf. Der Meister beendet dies, lässt eine widerständige Frau an eine Säule fesseln und führt ein Opferritual mit Torgos Hand durch, welcher in die Nacht entflieht. Inzwischen ist Michael erwacht und läuft mit Margaret und Debbie in die Wildnis. Der Meister und seine Frauen beginnen die Suche nach den Besuchern. Diese kehren zum Haus zurück, da sie vermuten, die Bewohner wären fort. Dort treffen sie jedoch auf den Meister, welcher sich ihnen nähert, scheinbar unbeeindruckt von Michaels Pistolenschüssen. An einem anderen Tag kommen zwei junge Frauen am Haus vorbei und werden nun von Michael begrüßt, welcher die Rolle Torgos als Diener eingenommen hat. Margaret und Debbie gehören nun zur Anhängerschaft des Meisters.

## Kritik
„Wenn der Film nicht so unerträgliche Längen hätte, dann könnte man ihn echten Trashfans sicher empfehlen. Die endlosen Szenen, in denen wirklich fast nichts passiert, machen ihn aber so langweilig, dass selbst hart gesottene Freunde schlechter Filme sich schwer tun dürften, sich an dieser Unprofessionalität zu erfreuen.“

„Wer Manos […] gesehen hat und dann allen Ernstes und im Vollbesitz seiner geistigen Kapazitäten (die dann allerdings nicht mehr besonders groß sein dürften, hehe) behauptet, Plan 9 oder jedes beliebige andere Erzeugnis von Eddie Wood wäre schlechter, tut mir leid, dem ist nicht mehr zu helfen. […] Manos ist tatsächlich der mit Abstand (und zwar weitem Abstand) unerträglichste, handwerklich miserabelste, intellektbeleidigendste und niederschmetterndst gespielte 'Film', den ich je anzusehen das Vergnügen hatte.“

In den Fernsehserien How I Met Your Mother und Elementary wird Manos: Die Hände des Schicksals als schlechtester Film aller Zeiten bezeichnet.